# Merching
Merching település Németországban, azon belül Bajorországban. Lakosainak száma 3283 fő (2023. december 31.).

## Népesség
A település népessége az elmúlt években az alábbi módon változott:
| Lakosok száma | 711  | 1507 | 1816 | 2233 | 3076 | 3103 | 3122 | 3161 | 3202 | 3283 |
|               | 1875 | 1950 | 1975 | 1987 | 2012 | 2014 | 2016 | 2017 | 2021 | 2023 |